# Nuculana marella
Nuculana marella is een tweekleppigensoort uit de familie van de Nuculanidae. De wetenschappelijke naam van de soort is voor het eerst geldig gepubliceerd in 1940 door Hertlein, Hanna & Strong.